# Hatzenbühl
Hatzenbühl é um município da Alemanha localizado no distrito de Germersheim, estado da Renânia-Palatinado.
Pertence ao Verbandsgemeinde de Jockgrim.